# 復興巴壟橋紀念柱
復興巴壟橋紀念柱，是位於臺灣桃園市復興區巴壟橋的一座紀念碑，現為桃園市歷史建築。

## 沿革
該紀念柱於臺灣總督府土木局於大正3年（1914年）所立，以紀念總督府土木局於卡奧灣番地（現桃園市復興區大漢溪兩岸區域）因應角板山三星警備道工程所施作的鐵線橋巴壟橋，原橋身約長170公尺、寬2公尺，原橋因在1960年開發北橫公路而遭到拆除，改建為巴陵橋，後因路徑不足造成交通堵塞，桃園縣政府則在2005年另建巴陵大橋，舊巴陵橋改為景觀橋僅供行人通行，紀念碑則獲保留以見證過去巴壟橋創立之歷史。

## 碑身設計
復興巴壟橋紀念柱現位於巴陵一號隧道口外左側，該紀念柱高約8公尺，柱身一端刻有「バロン橋」；另一端刻有完工時間及建造單位「大正三年十月成工 土木局」。

## 外部連結
- 桃園市政府文化局-復興巴壟橋紀念柱- 歷史建築 （页面存档备份，存于）